# Список банков, лишённых лицензии в 2020 году (Россия)

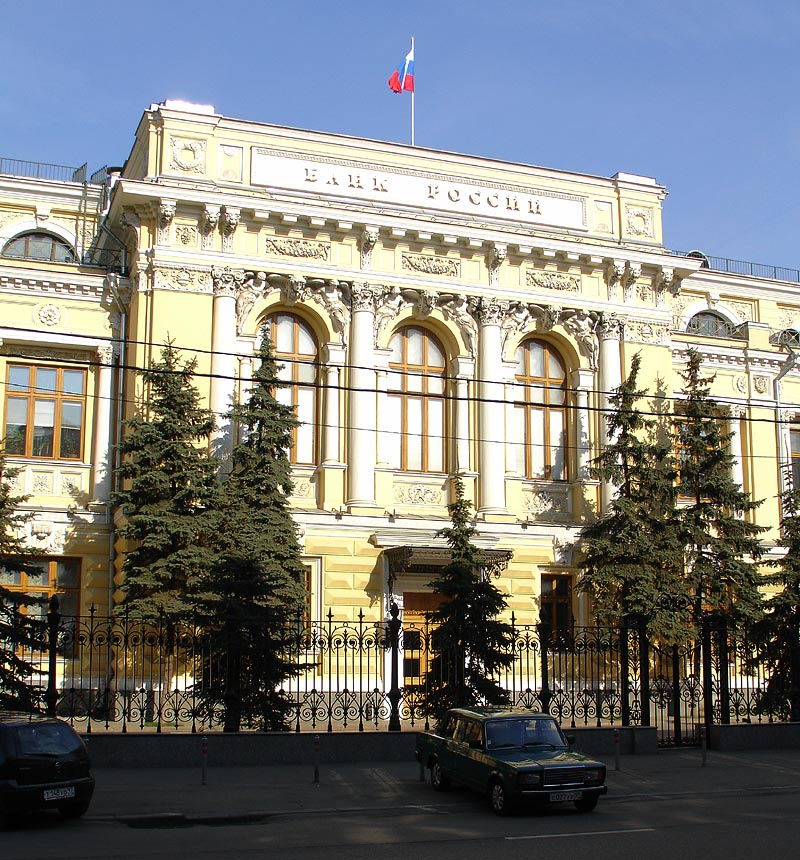
Здание Центрального Банка России на Неглинной улице

В список включены все кредитные организации России, у которых в 2020 году была отозвана или аннулирована лицензия на осуществление банковской деятельности.
За 2020 год Центральный банк Российской Федерации отозвал лицензии у 16 кредитных организаций, из которых 15 лицензий были отозваны у банков и 1 — у и небанковской кредитной организации; кроме того, лицензии были аннулированы у 20 банков и у одной небанковской кредитной организации.

## Легенда
Список разбит на четыре раздела по кварталам 2020 года. Внутри разделов организации отсортированы по месяцам, внутри месяца по датам закрытия, внутри одной даты по номеру документа об отзыве или аннулировании лицензии.
Таблица:
- Дата — дата отзыва/аннулирования лицензии.
- Приказ — номер приказа или иного документа об отзыве/аннулировании лицензии.
- Регион — населённый пункт или регион регистрации банка.
- АСВ — является ли кредитная организация участником системы страхования вкладов.
- Причины — основные причины отзыва или аннулирования лицензии.

Сокращения:
- АБ — акционерный банк.
- АО — акционерное общество.
- КБ — коммерческий банк.
- НКО — небанковская кредитная организация.
- ООО — общество с ограниченной ответственностью.
- ПАО — публичное акционерное общество.
- РНКО — расчётная небанковская кредитная организация.

Выделение строк цветом:
- — выделение светло-зелёным цветом означает, что лицензия организации была аннулирована.
- — выделение светло-жёлтым цветом означает, что лицензия организации была отозвана.

## 1 квартал
В разделе приведены все кредитные организации, у которых в 1-м квартале 2020 года была отозвана или аннулирована лицензия.
| Наименование         | Основ. | Лиц. | Дата       | Приказ        | Регион    | АСВ | Причина | Прим.         |
| -------------------- | ------ | ---- | ---------- | ------------- | --------- | --- | --- | ------------- |
| Январь               |        |      |            |               |           |     | |               |
| ПАО «Крайинвестбанк» | 2001   | 3360 | 01.01.2020 | 2209100000019 | Краснодар | Да  | Прекращение деятельности в связи с реорганизацией в форме присоединения ПАО «Крайинвестбанк» к ПАО «РНКБ Банк». | [ 3 ] [ 4 ]   |
| ОИКБ «Русь» (ООО)    | 1990   | 704  | 01.01.2020 | 2205600000010 | Оренбург  | Да  | Запись о регистрации кредитной организации аннулирована в соответствии с документом № 2205600000010 от 01.01.2020 | [ 5 ] [ 6 ]   |
| ООО КБ «Нэклис-Банк» | 1991   | 1671 | 10.01.2020 | ОД-6          | Москва    | Да  | Неисполнение федеральных законов, регулирующих банковскую деятельность, неисполнение нормативных актов Банка России. Утрата собственных средств вследствие доформирования резервов по ряду активов. Проведение операций, имеющих признаки вывода активов. Введение ограничений на привлечение денежных средств физических лиц.                               | [ 7 ] [ 8 ]   |
| ПАО КБ «ПФС-БАНК»    | 1993   | 2410 | 17.01.2020 | ОД-64         | Москва    | Да  | Неисполнение федеральных законов, регулирующих банковскую деятельность, неисполнение нормативных актов Банка России. Нарушение законодательства и нормативных актов Банка России в области противодействия легализации (отмыванию) доходов, полученных преступным путем, и финансированию терроризма. Участие в проведении сомнительных транзитных операций. | [ 9 ] [ 10 ]  |
| АО «НВКбанк»         | 1992   | 931  | 24.01.2020 | ОД-111        | Саратов   | Да  | Неисполнение федеральных законов, регулирующих банковскую деятельность, неисполнение нормативных актов Банка России. Существенное снижение капитала банка. Наличие реальной угрозы интересам кредиторов и вкладчиков. | [ 11 ] [ 12 ] |
| АКБ «АПАБАНК» (АО)   | 1993   | 2404 | 31.01.2020 | ОД-166        | Москва    | Да  | Неисполнение федеральных законов, регулирующих банковскую деятельность, неисполнение нормативных актов Банка России. Систематическое занижение величины резервов и завышение стоимости имущества в целях улучшения финансовых показателей и сокрытия своего реального финансового положения.                                                                 | [ 13 ] [ 14 ] |
| Март                 |        |      |            |               |           |     | |               |
| ПАО «Курскпромбанк»  | 1990   | 735  | 23.03.2020 | 2207702836702 | Курск     | Нет | Прекращение деятельности в связи с реорганизацией в форме присоединения ПАО «Курскпромбанк» к ООО «Экспобанк». | [ 15 ] [ 16 ] |
| БАНК «МНХБ» ПАО      | 1991   | 1411 | 27.03.2020 | 2207703078130 | Москва    | Да  | Прекращение деятельности в связи с реорганизацией в форме присоединения ПАО «Московский Нефтехимический Банк» к АО «Джей энд Ти Банк». | [ 17 ] [ 18 ] |

## 2 квартал
В разделе приведены все кредитные организации, у которых в 2-м квартале 2020 года была отозвана или аннулирована лицензия.
| Наименование                                                            | Основ. | Лиц.   | Дата       | Приказ        | Регион   | АСВ | Причина | Прим.         |
| ----------------------------------------------------------------------- | ------ | ------ | ---------- | ------------- | -------- | --- | --- | ------------- |
| Апрель                                                                  |        |        |            |               |          |     | |               |
| АО "Небанковская кредитная организация «Объединенная Расчетная Система» | 1999   | 3342-К | 27.04.2020 | ОД-714        | Москва   | Нет | Решение единственного акционера о добровольной ликвидации.                                                           | [ 19 ] [ 20 ] |
| Май                                                                     |        |        |            |               |          |     | |               |
| ПАО АКБ «Связь-Банк»                                                    | 1991   | 1470   | 01.05.2020 | 2207704303080 | Москва   | Нет | Прекращение деятельности в связи с присоединением ПАО "АКБ «Связь-Банк» к ПАО «Промсвязьбанк».                       | [ 21 ] [ 22 ] |
| АО «БАНК РЕАЛИСТ»                                                       | 1994   | 2646   | 01.05.2020 | 2207704351798 | Москва   | Нет | Прекращение деятельности в связи с реорганизацией в форме присоединения АО «Банк Реалист» к АО «БайкалИнвестБанк».   | [ 23 ] [ 24 ] |
| ПАО «Спиритбанк»                                                        | 1992   | 2053   | 08.05.2020 | 2207704377681 | Тула     | Нет | Прекращение деятельности в связи с реорганизацией в форме присоединения ПАО «Спиритбанк» к ПАО «Банк Зенит».         | [ 25 ] [ 26 ] |
| АО Банк ЗЕНИТ Сочи                                                      | 1990   | 232    | 08.05.2020 | 2207704377703 | Сочи     | Нет | Прекращение деятельности в связи с реорганизацией в форме присоединения АО «Банк Зенит Сочи» к ПАО «Банк Зенит».     | [ 27 ] [ 28 ] |
| ООО «Морган Стэнли Банк»                                                | 2005   | 3456   | 27.05.2020 | ОД-841        | Москва   | Нет | Прекращение деятельности в порядке добровольной ликвидации.                                                          | [ 29 ] [ 30 ] |
| Июнь                                                                    |        |        |            |               |          |     | |               |
| АО АКБ «ЭКСПРЕСС-ВОЛГА»                                                 | 1994   | 3085   | 15.06.2020 | 2204400090112 | Кострома | Нет | Прекращение деятельности в связи с реорганизацией в форме присоединения АО "АКБ «Экспресс-Волга» к ПАО «Совкомбанк». | [ 31 ] [ 32 ] |

## 3 квартал
В разделе приведены все кредитные организации, у которых в 3-м квартале 2020 года была отозвана или аннулирована лицензия.
| Наименование                             | Основ. | Лиц. | Дата       | Приказ        | Регион          | АСВ | Причина | Прим.         |
| ---------------------------------------- | ------ | ---- | ---------- | ------------- | --------------- | --- | --- | ------------- |
| Июль                                     |        |      |            |               |                 |     | |               |
| АО БАНК «НБТ»                            | 1990   | 1309 | 14.07.2020 | ОД-1082       | Кызыл           | Да  | Неисполнение федеральных законов, регулирующих банковскую деятельность, неисполнение нормативных актов Банка России. Систематическое занижение величины резервов и завышение стоимости имущества в целях улучшения финансовых показателей и сокрытия своего реального финансового положения. Занижение величины необходимых к формированию резервов на возможные потери. | [ 33 ] [ 34 ] |
| Банк «Кузнецкий мост» АО                 | 1993   | 2254 | 17.07.2020 | ОД-1111       | Москва          | Да  | Прекращение деятельности в порядке добровольной ликвидации. | [ 35 ] [ 36 ] |
| АКБ «ПРОМИНВЕСТБАНК» (ПАО)               | 1993   | 2433 | 17.07.2020 | ОД-1112       | Москва          | Нет | Прекращение деятельности в порядке добровольной ликвидации. | [ 37 ] [ 38 ] |
| АО «Народный банк»                       | 1993   | 2249 | 24.07.2020 | ОД-1174       | Москва          | Да  | Неисполнение федеральных законов, регулирующих банковскую деятельность, неисполнение нормативных актов Банка России. Нарушение нормативных актов Банка России в области противодействия легализации (отмыванию) доходов, полученных преступным путем, и финансированию терроризма. Занижение величины необходимых к формированию резервов на возможные потери.           | [ 39 ] [ 40 ] |
| ООО КБ «НЕВАСТРОЙИНВЕСТ»                 | 1992   | 1926 | 24.07.2020 | ОД-1176       | Санкт-Петербург | Да  | Неисполнение федеральных законов, регулирующих банковскую деятельность, неисполнение нормативных актов Банка России. Нарушение нормативных актов Банка России в области противодействия легализации (отмыванию) доходов, полученных преступным путем, и финансированию терроризма. Участие в проведении сомнительных транзитных операций.                                | [ 41 ] [ 42 ] |
| КБ «Центрально-Азиатский» (ООО)          | 1994   | 3037 | 24.07.2020 | ОД-1178       | Абакан          | Да  | Прекращение деятельности в порядке добровольной ликвидации. | [ 43 ] [ 44 ] |
| АКБ «Ресурс-траст» (АО)                  | 1994   | 3122 | 24.07.2020 | ОД-1179       | Москва          | Нет | Прекращение деятельности в порядке добровольной ликвидации. | [ 45 ] [ 46 ] |
| Август                                   |        |      |            |               |                 |     | |               |
| МБО «ОРГБАНК» (ООО)                      | 1990   | 3312 | 03.08.2020 | ОД-1245       | Москва          | Да  | Прекращение деятельности в порядке добровольной ликвидации. | [ 47 ] [ 48 ] |
| ООО КБ «Славянский кредит»               | 1994   | 2960 | 21.08.2020 | ОД-1179       | Москва          | Да  | Прекращение деятельности в порядке добровольной ликвидации. | [ 49 ] [ 50 ] |
| КБ «Московское ипотечное агентство» (АО) | 2000   | 3344 | 28.08.2020 | 2206301086891 | Москва          | Да  | Прекращение деятельности с связи с реорганизацией КБ «МИА» (АО) в форме присоединения к АО КБ «Солидарность». | [ 51 ] [ 52 ] |

## 4 квартал
В разделе приведены все кредитные организации, у которых в 4-м квартале 2020 года была отозвана или аннулирована лицензия.
| Наименование                                                 | Основ. | Лиц.   | Дата       | Приказ        | Регион                                      | АСВ | Причина | Прим.         |
| ------------------------------------------------------------ | ------ | ------ | ---------- | ------------- | ------------------------------------------- | --- | --- | ------------- |
| Октябрь                                                      |        |        |            |               |                                             |     | |               |
| АО «ТЭМБР-БАНК»                                              | 1994   | 2764   | 02.10.2020 | ОД-1583       | Москва                                      | Да  | Неисполнение федеральных законов, регулирующих банковскую деятельность, неисполнение нормативных актов и предписаний Банка России. Занижение величины необходимых к формированию резервов на возможные потери. | [ 53 ] [ 54 ] |
| Банк «Прохладный» ООО                                        | 1990   | 874    | 09.10.2020 | ОД-1640       | Прохладный, Кабардино-Балкарская Республика | Да  | Неисполнение федеральных законов, регулирующих банковскую деятельность, неисполнение нормативных актов и предписаний Банка России. Занижение величины необходимых к формированию резервов на возможные потери. | [ 55 ] [ 56 ] |
| ООО "Банк «Майский»                                          | 1991   | 1673   | 09.10.2020 | ОД-1638       | Майский, Кабардино-Балкарская Республика    | Да  | Неисполнение федеральных законов, регулирующих банковскую деятельность, неисполнение нормативных актов и предписаний Банка России. Нарушение нормативных актов Банка России в области противодействия легализации (отмыванию) доходов, полученных преступным путем, и финансированию терроризма. Занижение величины необходимых к формированию резервов на возможные потери. | [ 57 ] [ 58 ] |
| ООО КБ «Финанс Бизнес Банк»                                  | 1990   | 520    | 19.10.2020 | 2207710861719 | Москва                                      | Да  | Прекращение деятельности с связи с реорганизацией ООО "КБ «Финанс Бизнес Банк» в форме присоединения к ПАО «Московский Областной Банк». | [ 59 ] [ 60 ] |
| ПАО АРКБ "Росбизнесбанк"                                     | 1991   | 1405   | 23.10.2020 | ОД-1713       | Москва                                      | Да  | В связи с неисполнением федеральных законов, регулирующих банковскую деятельность, а также нормативных актов Банка России, неоднократным нарушением в течение одного года требований, предусмотренных статьей 7 (за исключением пункта 3 статьи 7) Федерального закона "О противодействии легализации (отмыванию) доходов, полученных преступным путем, и финансированию терроризма", учитывая неоднократное применение в течение одного года мер, предусмотренных Федеральным законом "О Центральном банке Российской Федерации (Банке России)", принимая во внимание наличие реальной угрозы интересам кредиторов и вкладчиков |               |
| АО «Собинбанк»                                               | 1990   | 1317   | 28.10.2020 | 2209100354670 | Москва                                      | Нет | Прекращение деятельности в связи с реорганизацией в форме присоединения АО «Собинбанк» к АО «Генбанк». | [ 61 ] [ 62 ] |
| Ноябрь                                                       |        |        |            |               |                                             |     | |               |
| КБ «МКБ» (ПАО)                                               | 1993   | 2524   | 13.11.2020 | ОД-1846       | Москва                                      | Да  | Неисполнение федеральных законов, регулирующих банковскую деятельность, неисполнение нормативных актов и предписаний Банка России. Занижение величины необходимых к формированию резервов на возможные потери. | [ 63 ] [ 64 ] |
| Декабрь                                                      |        |        |            |               |                                             |     | |               |
| ООО КБ «Евроазиатский Инвестиционный Банк»                   | 1994   | 2897   | 04.12.2020 | ОД-2005       | Москва                                      | Да  | Неисполнение федеральных законов, регулирующих банковскую деятельность, неисполнение нормативных актов и предписаний Банка России. | [ 65 ] [ 66 ] |
| AО МКБ «ДОМ-БАНК»                                            | 1995   | 3209   | 04.12.2020 | ОД-2009       | Домодедово                                  | Да  | Прекращение деятельности в порядке добровольной ликвидации. | [ 67 ] [ 68 ] |
| АО Банк «Онего»                                              | 1993   | 2484   | 11.12.2020 | ОД-2051       | Петрозаводск                                | Да  | Неисполнение федеральных законов, регулирующих банковскую деятельность, неисполнение нормативных актов и предписаний Банка России. Нарушение нормативных актов Банка России в области противодействия легализации (отмыванию) доходов, полученных преступным путем, и финансированию терроризма. | [ 69 ] [ 70 ] |
| Коммерческий банк «ФинТех» (ООО)                             | 2009   | 3499   | 11.12.2020 | ОД-2053       | Москва                                      | Нет | Неисполнение федеральных законов, регулирующих банковскую деятельность, неисполнение нормативных актов и предписаний Банка России. Нарушение нормативных актов Банка России в области противодействия легализации (отмыванию) доходов, полученных преступным путем, и финансированию терроризма. | [ 71 ] [ 72 ] |
| ООО «Небанковская кредитная организация «Платежный Стандарт» | 2014   | 3530-К | 25.12.2020 | ОД-1846       | Новосибирск                                 | Нет | Допускала нарушения требований законодательства в области противодействия легализации (отмыванию) доходов, полученных преступным путем, и финансированию терроризма. | [ 73 ] [ 74 ] |
| Волго-Каспийский Акционерный Банк (акционерное общество)     | 1990   | 1027   | 31.12.2020 | 9204400000004 | Астрахань                                   | Нет | Прекращение деятельности с связи с реорганизацией АО «Волго-Каспийский Акционерный Банк» в форме присоединения к ПАО «Совкомбанк». | [ 75 ] [ 76 ] |

## Статистика

### Закрытие по месяцам
| Закрытие по месяцам | Закрытие по месяцам | Закрытие по месяцам | Закрытие по месяцам | Закрытие по месяцам |
| Месяц               |                     |                     |                     | Количество          |
| ------------------- | ------------------- | ------------------- | ------------------- | ------------------- |
| Январь              |                     |                     | 6                   |                     |
| Февраль             |                     |                     | 0                   |                     |
| Март                |                     |                     | 2                   |                     |
| Апрель              |                     |                     | 1                   |                     |
| Май                 |                     |                     | 5                   |                     |
| Июнь                |                     |                     | 1                   |                     |
| Июль                |                     |                     | 7                   |                     |
| Август              |                     |                     | 3                   |                     |
| Сентябрь            |                     |                     | 0                   |                     |
| Октябрь             |                     |                     | 4                   |                     |
| Ноябрь              |                     |                     | 1                   |                     |
| Декабрь             |                     |                     | 6                   |                     |

### Комментарии
1. ↑  По инициативе Банка России, согласно требований статьи 20 Федерального закона «О банках и банковской деятельности».
2. ↑  По инициативе собственников компании или в порядке её реорганизации.